# La Mort de Camille
La Mort de Camille – ou Horace tuant sa sœur – est un tableau réalisé en 1785 par le peintre français Anne-Louis Girodet. De format horizontal, cette huile sur toile est une peinture d'histoire qui représente Horace tuant sa sœur Camille, un événement tragique de la Rome antique qui constitue le sujet du Grand Prix de l'Académie des beaux-arts cette année-là.
Le jeune artiste figure le vainqueur du combat contre les Curiaces l'épée levée, alors que le reste de leur famille tente de protéger sa victime, qui est déjà au sol, étendue devant un arc romain. Ce faisant, le créateur emprunte son style néo-classique à son maître Jacques-Louis David, qui lui-même peint Le Serment des Horaces la même année.
Répertoriée dans l'inventaire après décès de Girodet, mort en 1824, la peinture est désormais conservée au musée Girodet, à Montargis, dans le Loiret. Donnée par sa nièce, elle est la première de ses œuvres à avoir intégré les collections du musée d'art, dès son ouverture en 1853.